# Fritz Pfenninger
Fritz Pfenninger (Zúric, 15 d'octubre de 1934 - Zúric, 12 de maig de 2001) va ser un ciclista suís especialista en la pista, encara que també va participar en curses de ruta. Es va especialitzar en les curses de sis dies on va obtenir 33 victòries, 19 de les quals amb Peter Post.

## Palmarès
- 1956
  - 1r als Sis dies d'Aarhus (amb Oscar Plattner)
- 1957
  - 1r als Sis dies de Copenhaguen (amb Jean Roth)
- 1958
  - 1r als Sis dies de Münster (amb Jean Roth)
  - 1r als Sis dies de Zuric (amb Jean Roth)
- 1960
  - 1r als Sis dies de Münster (amb Hans Junkermann)
- 1961
  - Campió d'Europa en Òmnium Endurance
  - 1r als Sis dies de Berlín (amb Klaus Bugdahl)
  - 1r als Sis dies de Frankfurt (amb Klaus Bugdahl)
- 1962
  - Campió d'Europa de Madison (amb Klaus Bugdahl)
  - 1r als Sis dies de Zuric (amb Klaus Bugdahl)
  - 1r als Sis dies de Frankfurt (amb Klaus Bugdahl)
  - 1r als Sis dies d'Essen (amb Klaus Bugdahl)
- 1963
  - 1r als Sis dies de Zuric (amb Peter Post)
  - 1r als Sis dies de Colònia (amb Peter Post)
  - 1r als Sis dies de Brussel·les (amb Peter Post)
- 1964
  - Campió d'Europa de Madison (amb Peter Post)
  - 1r als Sis dies de Zuric (amb Peter Post)
  - 1r als Sis dies de Berlín (amb Peter Post)
  - 1r als Sis dies de Brussel·les (amb Peter Post)
  - 1r als Sis dies de Dortmund (amb Rudi Altig)
  - 1r als Sis dies d'Anvers (amb Noël Foré i Peter Post)
- 1965
  - 1r als Sis dies de Zuric (amb Peter Post)
  - 1r als Sis dies de Berlín (amb Peter Post)
  - 1r als Sis dies de Dortmund (amb Peter Post)
- 1966
  - Campió d'Europa de Madison (amb Peter Post)
  - 1r als Sis dies d'Anvers (amb Jan Janssen i Peter Post)
  - 1r als Sis dies d'Essen (amb Peter Post)
  - 1r als Sis dies de Gant (amb Peter Post)
  - 1r als Sis dies d'Amsterdam (amb Peter Post)
  - 1r als Sis dies de Quebec (amb Sigi Renz)
- 1967
  - 1r als Sis dies de Frankfurt (amb Peter Post)
  - 1r als Sis dies d'Anvers (amb Jan Janssen i Peter Post)
  - 1r als Sis dies d'Essen (amb Peter Post)
  - 1r als Sis dies de Bremen (amb Peter Post)
- 1968
  - 1r als Sis dies de Zuric (amb Klaus Bugdahl)
  - 1r als Sis dies de Mont-real (amb Louis Pfenninger)
- 1970
  - 1r als Sis dies de Zuric (amb Peter Post i Erich Spahn)